# Henry van Lieshout
Henry Anthony A. (Harry) van Lieshout (Venlo, 19 maart 1932 – Lae, 24 december 2009) was de eerste rooms-katholieke bisschop van het bisdom Lae, Papoea-Nieuw-Guinea.
Van Lieshout trad in bij de Congregatie der Missionarissen van Mariannhill en werd op 12 juli 1959 tot priester gewijd. Op 15 november 1966 heeft paus Paulus VI hem tot de eerste bisschop van Lae benoemd. Hij werd tot bisschop gewijd op 5 maart 1967. Bisschop van Lieshout is op 15 januari 2007 afgetreden. 

## Onderscheidingen
Ter gelegenheid van zijn aftreden en emeritaat als bisschop van Lae ontving Van Lieshout de hoge onderscheiding Chief of the order of Logohu ('Opperhoofd in de orde van de paradijsvogel') vanwege zijn inzet voor de bevolking van Papoea-Nieuw-Guinea. In Nederland werd bisschop Van Lieshout geëerd met een hoge koninklijke onderscheiding: Ridder in de Orde van de Nederlandse Leeuw. 

## Venlo
Bisschop Van Lieshout heeft altijd nauw contact met zijn geboortestad Venlo gehouden. De parochies in het dekenaat Venlo zamelden regelmatig geld in voor de projecten van mgr. Van Lieshout. 